# 원스 어폰 어 타임... 인 할리우드
《원스 어폰 어 타임... 인 할리우드》(영어: Once Upon a Time... in Hollywood)는 2019년 개봉한 미국, 영국의 범죄 영화이다. 쿠엔틴 타란티노가 감독하고 각본을 썼다. 영화의 배경은 1960년 후반 뉴 할리우드 시절 할리우드로, 맨슨 패밀리를 실화 사건을 기반으로 한다. 이 영화의 앙상블 캐스트로는 레오나르도 디카프리오, 브래드 피트, 마고 로비, 다코타 패닝, 제임스 마즈든, 티머시 올리펀트, 에밀 허시, 데이미언 루이스, 클리프턴 콜린스 주니어, 버트 레이놀즈와 알 파치노가 출연한다. 본 촬영은 2018년 6월 18일부터 캘리포니아 주, 로스앤젤레스에서 시작되었고, 2018년 11월 종료되었다.
제72회 칸 영화제(2019) 황금종려상 경쟁후보작이다. 이 영화는 소니 픽처스 릴리징 배급으로 2019년 7월 26일 개봉했다.
2020년 아카데미 시상식에서 남우조연상(브래드 피트)과 미술상(바바라 링외 1명)을 수상하였다.

## 시놉시스
할리우드 히피 전성기 시절인 1969년 로스앤젤레스에서 일어난 찰스 맨슨 사건을 그린다.
찰스 맨슨 사건에서 현실에서 샤론 테이트가 살해되는 것이 아닌 찰스 맨슨 일당들이 사론 테이트 살해에 실패하는 내용을 다뤘다. 릭 돌턴은 한물 간 서부극 전문 배우이며 히피라면 아주 이를 갈며 증오하는 사람이다. 그리고 돌턴은 친구이자 자신의 연기 스턴트 대역인 클리프 부스와 함께 지내고 있다. 돌턴은 샤론 테이트가 출연하는 영화에 스턴트맨으로 어렵게 일자리를 얻었으나 하필 거기에서 무술 선생으로 일하는 이소룡과 싸움이 붙었고 클리프는 이소룡의 날아차기를 피했는데 그렇게 이소룡이 차 위로 떨어졌다. 그게 하필이면 클리프를 스턴트맨으로 고용한 쟈넷의 차였기 때문에 클리프는 그 자리에서 해고되었다. 하루는 클리프가 농장에서 맨슨 패밀리와 시비가 붙었고 난투극 일보직전까지 갔다. 그날 저녁 맨슨 패밀리는 '그 집'(샤론 테이트가 살고 있는 집)에 사는 사람들을 전원 몰살시키려고 했으나 하필 '그 집' 옆집에 돌턴이 살고 있었고 맨슨 패밀리가 자동차 경적을 시끄럽게 울리는 바람에 돌턴이 집 밖으로 나와서 무슨 행패냐고 따지자 맨슨 패밀리는 이에 화가 나서 표적을 '그 집'이 아니라 그 옆집인 돌턴의 집으로 바꿨다. 하지만 돌턴은 온갖 영화 장비로 역습을 감행해 맨슨 패밀리를 몰살시킨다. 퍼트리샤 크렌윙클은 돌턴이 머리채를 휘어 잡고 쇠고기를 다지는 소리가 날 때까지 여기저기에 박아서 살해하며 수전 앳킨스는 돌턴 자신이 영화 소품으로 갖고 있던 사제 화염방사기로 공격해 아예 통으로 구워 죽인다. 찰리 왓슨이 권총의 방아쇠를 당기려 하자 평소에 돌턴이 키우던 핏불테리어인 브랜디가 달려들어 왓슨을 물어 죽인다.

## 배역
볼드체는 실존인물.

### 주연
- 레오나르도 디카프리오 - 릭 돌턴 역
- 브래드 피트 - 클리프 부스 역
- 마고 로비 - 샤론 테이트 역

### 조연
- 라팔 자위루차 - 로만 폴란스키 역
- 에밀 허시 - 제이 세브링 역
- 서맨사 로빈슨 - 애비게일 폴저 역
- 코스타 로닌 - 보이치에흐 프르코프스키 역
- 줄리아 버터스 - 트루디 프레이저 역
- 찰스 맨슨 패밀리
  - 데이몬 헤리맨 - 찰스 "찰리" 맨슨 역
  - 마가렛 퀄리 - "푸시캣" 역
  - 오스틴 버틀러 - 찰리 "텍스" 왓슨 역
  - 다코타 패닝 - 리넷 "스퀴키" 프롬 역[4]
  - 리나 더넘 - 캐서린 "집시" 셰어 역
  - 마이키 매디슨 - 수전 "새디" 앳킨스 역
  - 매디슨 비티 - 퍼트리샤 "케이티" 크렌윙클 역
  - 마야 호크 - 린다 "플라워 차일드" 카사비안 역
  - 제임스 랜드리 허버트 - 스티브 "클렘" 그로건 역
  - 빅토리아 페드레티 - 레슬리 "룰루" 밴 호튼 역
  - 시드니 스위니 - 다이앤 "스네이크" 레이크 역
  - 할리 퀸 스미스 - "프로기" 역
  - 댈러스 제이 헌터 - "델라일라" 역
  - 캔자스 볼링 - 샌드라 "블루" 굿 역
  - 파커 러브 볼링 - "태드폴" 역
  - 캐시디 빅 하이스 - "선댄스" 역
  - 루비 로즈 스코치도폴 - "버터플라이" 역
  - 대니엘 해리스 - "앤젤" 역
  - 조세핀 발렌티나 클라크 - "해피 캐피" 역
  - 로니 자파 - 보비 "톱 햇" 보솔레일 역
  - 댜니 델 카스티요 - "페블즈" 역
- 브루스 던 - 조지 스판 역
- 마이크 모 - 이소룡 역[5]
- 알 파치노 - 마빈 슈워즈 역
- 데이미언 루이스 - 스티브 매퀸 역
- 로렌사 이소 - 프란체스카 카푸치 역
- 루크 페리 - 스콧 랜서 역
- 클리프턴 콜린스 주니어 - 어네스토 "더 멕시칸" 바케로 역
- 니컬러스 해먼드 - 샘 워너메이커 역
- 스쿠트 맥네리 - 비지니스 밥 길버트 역
- 스펜서 개릿 - 앨런 킨케이드 역
- 키스 제퍼슨 - 랜드 파이얼러트 키스 역
- 에디 페레즈 - 랜드 파이얼러트 에디 역
- 모리스 콤프테 - 랜드 파이얼러트 마오 역
- 로 템플 - 랜드 파이얼러트 로 역
- 루머 윌리스 - 조안나 페테 역
- 드리마 워커 - 코니 스티븐스 역
- 조이 벨 - 재닛 역
- 팀 로스
- 마이클 매드슨
- 커트 러셀 - 랜디 역 & 나레이터
- 티모시 올리펀트
- 마이클 빈센트 맥휴
- 제임스 레마
- 마틴 코브
- 브렌다 바카로
- 니콜 갈리시아
- 크레이그 스타크
- 마르코 로드리게즈
- 하몬 프랑코
- 라울 코도나
- 대니 스트롱
- 크루 굴레이저

## 기타
- 쿠엔틴 타란티노는 처음에는 릭 돌턴이 이소룡과 싸워서 이기는 대사를 썼다. 그런데 이는 정작 릭 돌턴 역할의 배우인 레오나르도 디카프리오가 반대해서 실행에 옮기지 못했다. 레오나르도 디카프리오는 "개인적으로 이소룡을 매우 존경한다. 나는 연기로라도 그 분을 피떡이 되도록 두들겨 패는 것은 못 하겠다"로 일축하며 쿠엔틴 타란티노에게 이소룡과 싸우는 씬은 찍지 말아달라고 했다. 하지만 쿠엔틴 타란티노는 이 부분을 절반만 인용해서 싸우는 씬은 찍되, 릭 돌턴이 이소룡의 날아차기를 피하는 바람에 이소룡이 멀리 날아가서 나가 떨어지는 것으로 수정했다.
- 맨슨 패밀리의 구성원 역할에는 유명 배우의 자녀들이 많이 참여했다. 린다 카사비앙 역할에는 우마 서먼의 딸인 마야 호크, 프로기 역할에는 케빈 스미스의 딸인 할리 퀸 스미스, 푸시캣 역할에는 앤디 맥도웰의 딸인 마가렛 퀄리가 각각 담당했다.